# ليونارد روزين
ليونارد روزين (بالإنجليزية: Leonard Rosen)‏ هو محامي أمريكي، ولد في 19 نوفمبر 1930، وتوفي في 16 أبريل 2014.